# Moderna Museet

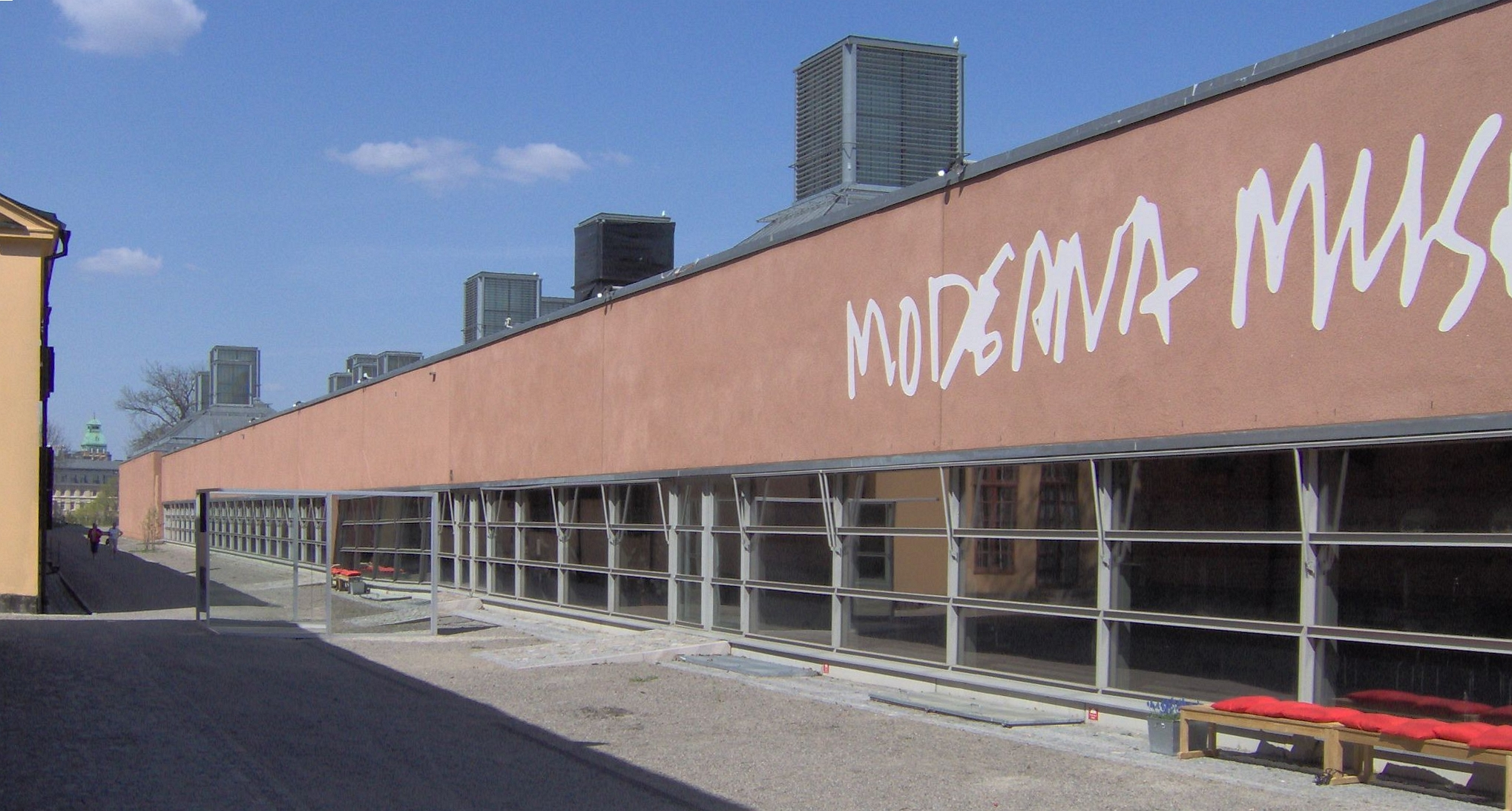
Moderna Museet

Moderna Museet is een museum voor moderne kunst op het eiland Skeppsholmen in Stockholm.

## Museum
In 1958 werd het museum officieel geopend, maar reeds in 1956 vond een sensationele tentoonstelling plaats met Pablo Picasso's Guernica en 94 bijbehorende tekeningen. Na een eerdere verbouwing in 1974-1975, werd in 1989 besloten een nieuw museum te bouwen. Uit vijf internationaal bekende architecten werd in 1991 de Spaanse architect Rafael Moneo gekozen.
Van 1994 tot 1998 werd het museum tijdelijk verplaatst en werd het oude museum verbouwd tot wat nu het aangrenzende architectuurmuseum is. Het nieuwe Moderna Museet werd op 12 februari 1998 voor het publiek opengesteld.

## Collectie
In het museum is kunst te zien van 1900 tot hedendaags:
- Zweedse en Scandinavische kunst (ca. 3.700 werken)
- Internationale kunst. Werken van onder andere Pablo Picasso Georges Braque en Salvador Dalí.
- Tekeningen en grafiek.
- Fotografie
- Film en video

## Beeldenpark
Het beeldenpark toont werken van onder anderen Alexander Calder, Per Kirkeby, Ulrich Rückriem, Niki de Saint Phalle, Jean Tinguely en Dan Graham.

## Moderna Museet Malmö
Moderna Museet Malmö is een deel van het Moderna Museet. Het werd 2009 in het centrum van Malmö geopend.